# 大卫·柯兰兹勒
大卫·柯兰兹勒博士（David Kranzler，1930年5月19日—2007年11月7日）是一位专门研究犹太人大屠杀期间援救犹太人历史的学者，在这一领域出版了众多著作。
大卫·柯兰兹勒出生在德国，为了逃离纳粹的迫害，他的全家前往美国，因此他从童年起就居住在纽约。他在布鲁克林学院获得学士和文学硕士学位，在哥伦比亚大学获得图书馆学硕士学位，在叶史瓦大学获得博士学位。在退休以前，他一直在纽约市立大学担任教授。 